# Acacia stellaticeps
Acacia stellaticeps är en ärtväxtart som beskrevs av Kodela, Tindale och D.A.Keith. Acacia stellaticeps ingår i släktet akacior, och familjen ärtväxter. Inga underarter finns listade i Catalogue of Life.